# Bregaglia
Bregaglia (en alemán: Bergell; en romanche: Bregaglia; en lombardo: Bargaja) es una comuna suiza del cantón de los Grisones, situada en situada en la región de Maloja. Limita al norte con las comunas de Avers y Bivio, al este con Sils im Engadin/Segl, al sureste con Chiesa in Valmalenco (IT-SO), al sur con Villa di Chiavenna (IT-SO) y Val Masino (IT-SO), y al oeste con Novate Mezzola (IT-SO).
La comuna fue creada el 1 de enero de 2010 tras la fusión de las antiguas comunas de Bondo, Castasegna, Soglio, Stampa y Vicosoprano. Bregaglia constituye la única comuna del distrito de Maloja de lengua italiana.